# Artemis Accords

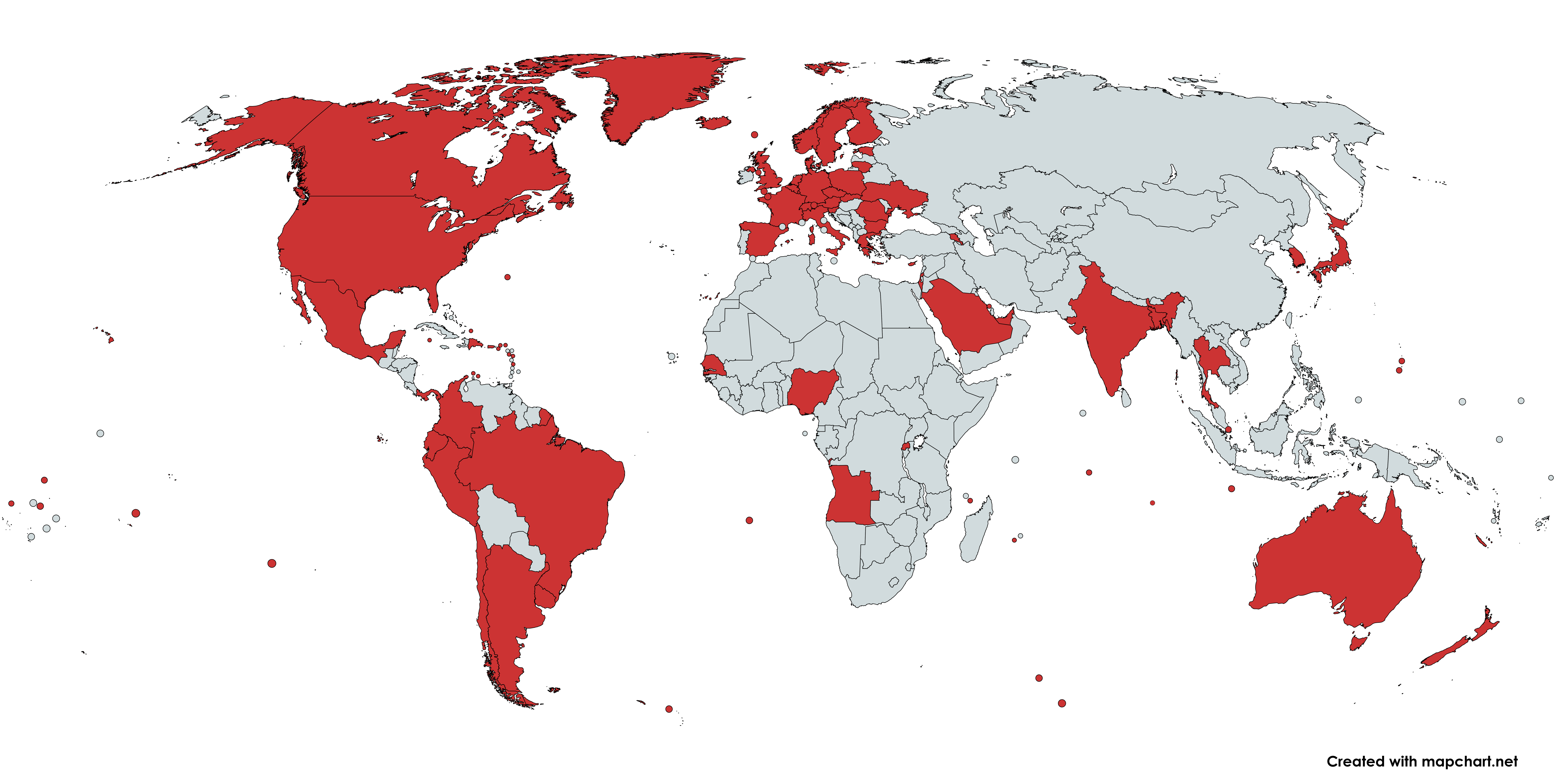
Unterzeichner der Artemis Accords

Die Artemis Accords (Deutsch: Artemis-Abkommen) sind eine Reihe von nicht bindenden multilateralen Vereinbarungen zwischen der Regierung der Vereinigten Staaten und anderen Staaten, in denen Normen festgelegt werden, die im Weltraum und in der Raumfahrt befolgt werden sollen. Die Vereinbarungen stehen im Zusammenhang mit dem Artemis-Programm, einem von den USA geleiteten Versuch, bis 2027 Menschen auf den Mond zurückzubringen. Als von der NASA, dem National Space Council und dem US-Außenministerium ausgearbeiteten Vereinbarungen soll sie einen Rahmen für die Zusammenarbeit bei der zivilen Erforschung und friedlichen Nutzung des Mondes, des Mars und anderer astronomischer Objekte schaffen. Er stützt sich dabei ausdrücklich auf den Weltraumvertrag der Vereinten Nationen von 1967, zu dessen Einhaltung die Unterzeichner verpflichtet sind, und zitiert die meisten wichtigen, von den Vereinten Nationen ausgehandelten Übereinkommen zum Weltraumrecht. Er folgt bei dem Abbau von Weltraumressourcen allerdings der US-amerikanischen Rechtsinterpretation, was auch auf Kritik stieß. Der Artemis-Vertrag wurde am 13. Oktober 2020 von acht nationalen Raumfahrtorganisationen unterzeichnet. Bis Juli 2025 hatten 56 Staaten die Artemis Accords unterzeichnet.

## Geschichte
Am 5. Mai 2020 veröffentlichte Reuters einen exklusiven Bericht, dass die Regierung von Donald Trump ein neues internationales Abkommen für den Bergbau auf dem Mond ausarbeite, das sich auf den Weltraumvertrag von 1967 stütze. Zehn Tage später kündigte der NASA-Administrator Jim Bridenstine offiziell die Artemis Accords an, eine Reihe von Abkommen mit Partnernationen, die darauf abzielen, einen Rahmen für die Erforschung und den Abbau des Mondes zu schaffen, einschließlich wirtschaftlicher Nutzungsrechte. Bridenstine erklärte, dass mit den Vereinbarungen einheitliche Richtlinien für die Länder geschaffen werden sollen, um mögliche Konflikte oder Missverständnisse bei künftigen Raumfahrtvorhaben zu vermeiden. Regierungen, die die Vereinbarungen unterzeichnen, können sich formell am Artemis-Programm beteiligen.
Die Vereinbarungen wurden ursprünglich am 13. Oktober 2020 von Vertretern der nationalen Raumfahrtbehörden von acht Ländern unterzeichnet: Australien, Kanada, Italien, Japan, Luxemburg, den Vereinigten Arabischen Emiraten, dem Vereinigten Königreich und den Vereinigten Staaten. Der Beitritt steht weiteren Ländern offen. Weitere Unterzeichner können sich entscheiden, direkt an den Aktivitäten des Artemis-Programms teilzunehmen, oder sie können sich einfach dazu bereiterklären, die Grundsätze für die Erforschung des Mondes, wie sie in den Vereinbarungen festgelegt sind, einzuhalten. 2022 verdoppelte sich die Anzahl der Signatorenstaaten durch den Beitritt weiterer Mitglieder, darunter u. a. Israel und Frankreich. Auf dem Internationalen Astronautischen Kongress im September 2022 trafen sich erstmals Vertreter der Unterzeichnerstaaten, um die Vereinbarungen und die Zusammenarbeit im Weltraum im Allgemeinen zu erörtern.
2023 und 2024 traten weitere Länder dem Vertrag bei, sodass sich die Anzahl der Signatoren auf 48 Staaten erhöhte. Deutschland trat dem Vertrag im September 2023 bei, Österreich im Dezember 2024.

## Ziele
Obwohl die Vereinbarungen eine Voraussetzung für die Teilnahme am Artemis-Programm sind, wurden sie als Kodifizierung von Schlüsselprinzipien und Leitlinien für die Erforschung des Weltraums im Allgemeinen interpretiert. Ihr erklärtes Ziel ist es, „für die operative Umsetzung wichtiger Verpflichtungen aus dem Weltraumvertrag und anderen Instrumenten zu sorgen“. Die Abkommen sind ein einziges Dokument, das von jedem Land unterzeichnet wird, das sich zu den Grundsätzen der Abkommen verpflichtet. Es wird dabei erwartet, dass bilaterale Abkommen zwischen Raumfahrtbehörden für spezifische Operationen auf dem Mond und darüber hinaus auf die Vereinbarungen Bezug nehmen und sie in konkreten Projekten umsetzen.
Die Vereinbarungen des Abkommens:
- Bekräftigung, dass kooperative Aktivitäten im Rahmen dieser Abkommen ausschließlich friedlichen Zwecken dienen und im Einklang mit dem einschlägigen Völkerrecht stehen sollten.

- Bestätigung der Verpflichtung zur Transparenz und zum Austausch wissenschaftlicher Informationen im Einklang mit Artikel XI des Weltraumvertrags.

- Forderung nach einer Verpflichtung, angemessene Anstrengungen zu unternehmen, um die derzeitigen Interoperabilitätsstandards für weltraumgestützte Infrastrukturen zu nutzen und Standards zu schaffen, wenn diese nicht existieren oder unzureichend sind.

- Forderung nach einer Verpflichtung, alle angemessenen Anstrengungen zu unternehmen, um Personen im Weltraum, die sich in Not befinden, gemäß ihren Verpflichtungen aus dem Weltraumrettungsübereinkommen die notwendige Hilfe zu leisten.

- Festlegung der Zuständigkeit für die Registrierung von Objekten im Weltraum, wie im Weltraumregistrierungsübereinkommen vorgesehen

- Eine Verpflichtung zur öffentlichen Weitergabe von Informationen über ihre Aktivitäten und zur offenen Weitergabe wissenschaftlicher Daten einzufordern. Dabei verpflichten sich die Unterzeichner, sich untereinander abzustimmen, um einen angemessenen Schutz für urheberrechtlich geschützte und/oder exportkontrollierte Informationen zu gewährleisten. Diese Bestimmung erstreckt sich nicht auf Aktivitäten des privaten Sektors, es sei denn, sie werden im Auftrag eines Unterzeichners durchgeführt.

- Aufnahme einer Vereinbarung zur Erhaltung des Weltraumerbes, das historisch bedeutsame Landestellen von Menschen und Roboter, Artefakte, Raumfahrzeuge und andere Zeugnisse von Aktivitäten umfasst, und zur Beteiligung an multinationalen Bemühungen zur Entwicklung entsprechender Regularien.

- Eine Vereinbarung, dass die Gewinnung und Nutzung von Weltraumressourcen in einer Weise erfolgen soll, die mit dem Weltraumvertrag übereinstimmt und sichere und nachhaltige Aktivitäten unterstützt. Die Ausbeutung von Weltraumressourcen sei außerdem nicht gleichzusetzen mit der durch den Weltraumvertrag unterbundenen nationalen Aneignung fremder Himmelskörper. Die Unterzeichner erklären ferner ihre Absicht, zu den multilateralen Bemühungen um die Weiterentwicklung internationaler Praktiken und Regeln zu diesem Thema beizutragen.

- Bekräftigung der Verpflichtung der Unterzeichner zur Einhaltung der Bestimmungen des Weltraumvertrags in Bezug auf die gebührende Rücksichtnahme und die schädliche Einmischung in die Aktivitäten anderer Nationen sowie zur Bereitstellung von Informationen über den Standort und die Art der weltraumgestützten Aktivitäten. Zur Unterbindung von schädlichen Aktivitäten oder Konflikten wird die Einrichtung von „Sicherheitszonen“ vorgesehen. Die Größe und der Umfang dieser Sicherheitszonen sollten sich nach der Art und dem Umfeld des betreffenden Betriebs richten und in angemessener Weise unter Anwendung allgemein anerkannter wissenschaftlicher und technischer Grundsätze festgelegt werden. Innerhalb ihrer Sicherheitszonen verpflichten sich die Unterzeichner, den Grundsatz des freien Zugangs zu allen Bereichen der Himmelskörper durch Andere und alle anderen Bestimmungen des Weltraumvertrags zu respektieren.

- Verpflichtung, die Zunahme von Weltraummüll abzuschwächen und die Entstehung neuen, schädlichen Weltraummülls zu begrenzen.

## Unterzeichner

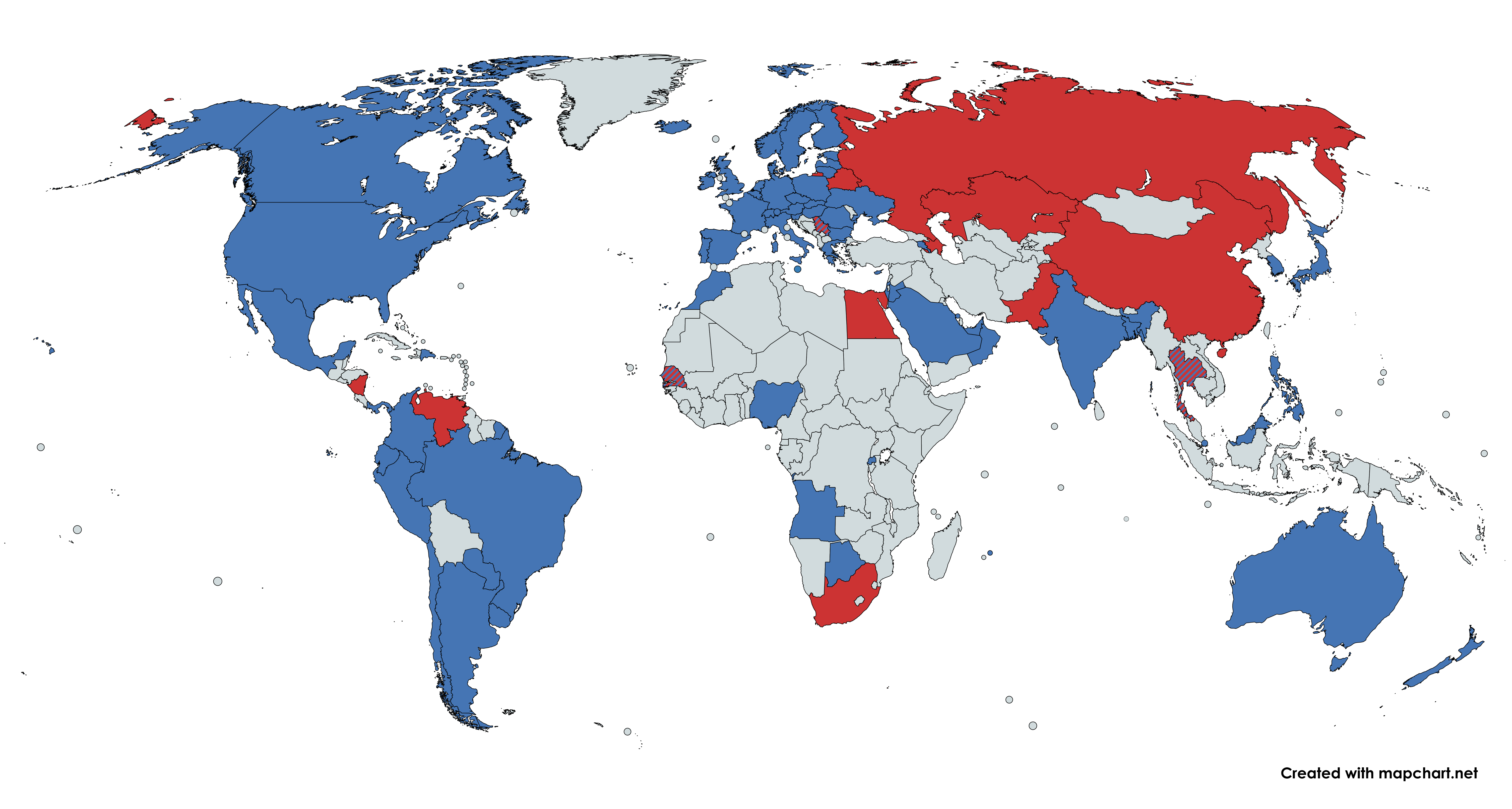
Unterzeichnerstaaten der Artemis Accords (blau) und Teilnehmerstaaten der Internationalen Mondforschungsstation (rot)

Gründer
- Vereinigte Staaten (Okt. 2020)
- Australien (Okt. 2020)
- Kanada (Okt. 2020)
- Japan (Okt. 2020)
- Italien (Okt. 2020)
- Luxemburg (Okt. 2020)
- Vereinigtes Königreich (Okt. 2020)
- Vereinigte Arabische Emirate (Okt. 2020)

Beitritt 2020
- Ukraine (Nov. 2020)

Beitritt 2021
- Südkorea (Mai 2021)
- Neuseeland (Mai 2021)
- Brasilien (Jun. 2021)
- Polen (Okt. 2021)
- Mexiko (Dez. 2021)

Beitritt 2022
- Israel (Jan. 2022)
- Rumänien (März 2022)
- Bahrain (März 2022)
- Singapur (März 2022)
- Kolumbien (Mai 2022)
- Frankreich (Jun. 2022)
- Saudi-Arabien (Jul. 2022)
- Nigeria (Dez. 2022)
- Ruanda (Dez. 2022)
- Tschechien (Mai 2022)
- Spanien (Mai 2022)

Beitritt 2023
- Ecuador (Jun. 2023)
- Indien (Jun. 2023)
- Argentinien (Jul. 2023)
- Deutschland (Sept. 2023)
- Island (Okt. 2023)
- Niederlande (Nov. 2023)
- Bulgarien (Nov. 2023)
- Angola (Nov. 2023)

Beitritt 2024
- Belgien (Jan. 2024)
- Griechenland (Feb. 2024)
- Uruguay (Feb. 2024)
- Schweiz (Feb. 2024)
- Schweden (April 2024)
- Slowenien (April 2024)
- Litauen (Mai 2024)
- Peru (Mai 2024)
- Slowakei (Mai 2024)
- Armenien (Jun. 2024)
- Dominikanische Republik (Okt. 2024)
- Estland (Okt. 2024)
- Zypern (Okt. 2024)
- Chile (Okt. 2024)
- Dänemark (Nov. 2024)
- Panama (Dez. 2024)
- Österreich (Dez. 2024)
- Thailand (Dez. 2024)
- Liechtenstein (Dez. 2024)

Beitritt 2025
- Finnland (Jan. 2025)
- Bangladesch (April 2025)
- Norwegen (Mai 2025)
- Senegal (Juli 2025)

## Reaktionen
Das Abkommen wurde als ein bedeutender Schritt in der Weltraumpolitik eingestuft. Der Inhalt der Vereinbarungen würde einen „bedeutenden politischen Versuch darstellen, die wichtigsten Grundsätze des Weltraumrechts“ zur Regelung der Weltraumaktivitäten der Staaten zu kodifizieren. Er sei damit ein Schritt in eine detailliertere Formulierung des Bestimmung bestehenden Weltraumvertrags und würde auch konkrete Vorgaben zur Umsetzung erhalten. Erstmals wurde außerdem in einem internationalen Vertrag auch auf bestehendes menschliches Weltraumerbe Bezug genommen, wie z. B. historische Landestätten. Internationale Rechtswissenschaftler schreiben dem Abkommen auch zu, dass es dazu beigetragen habe, die Weltraumforschung in Richtung einheitlicher Standards der Zusammenarbeit und friedlichen Nutzung zu beeinflussen.
Kritisiert wurde der Vertrag vor allem von Russland und der Volksrepublik China, den beiden anderen großen Weltraummächten. Russland bezeichnete die Vereinbarung als zu „US-zentriert“, um sie in ihrer jetzigen Form zu unterzeichnen. Sie sei ein „unverhohlenen Versuch, ein internationales Weltraumrecht zu schaffen, das die Vereinigten Staaten begünstigt“ und ein unilateraler Versuch, die USA zum „Gatekeeper“ von Weltraumressourcen zu machen. Der Roskosmos-Chef Dmitri Rogosin verkündete, das „Prinzip der Invasion sei immer das gleiche, egal ob auf dem Mond oder im Irak“.
Kritiker behaupten, dass der Weltraumvertrag den Nationen ausdrücklich verbietet, Anspruch auf einen anderen Himmelskörper zu erheben, und dass die Artemis Accords gegen das Weltraumrecht verstoßen, da sie den Unterzeichnern zum Beispiel erlauben, Ansprüche auf aus dem Bergbau auf anderen Himmelskörpern gewonnenen Ressourcen zu erheben. Damit würden diese vom UN-Weltraumvertrag abgewichen bzw. dieser neu interpretiert. Dies wurde als ein Versuch der US-Regierung interpretiert seinem Privatsektor mithilfe von bilateralen Abkommen die Ausbeutung von Weltraumressourcen zu ermöglichen, unter Umgehung bestehender multilateraler Institutionen mithilfe eines bilateralen Abkommens.